# 社寺参詣曼荼羅の一覧
社寺参詣曼荼羅（しゃじさんけいまんだら）の一覧では、社寺参詣曼荼羅の作例一覧を示す。

## 社寺参詣曼荼羅の一覧
- 社寺参詣曼荼羅の作例を、伊勢と西国三十三所、西国の寺社、それ以外を東北・関東・北陸・中部の寺社として地域別に一覧化した。
- 各地域内では、描写対象の寺社所在地の都道府県JISコード順に配列した。
- 「名称」列は作例へのリンク、「寺社」は描写対象の寺社へのリンクである。
- 「三十三所」は描写対象が西国三十三所寺院の場合、札所の番を示す。
- 所蔵者の所在地について、市町村合併等で文献と相違が生じているものについては、断りなく訂正する場合がある。
- 多数の作例のある那智参詣曼荼羅・立山曼荼羅の作例については以下に含めず、各記事に一覧を示す。
- 特に注記しない限り、すべての情報は#参考文献に掲げた各文献による。

### 東北・関東・北陸・中部の寺社
| #  | 名称     | 寺社・霊山                 | 形態 | 形状     | 所蔵                                   | 備考                                                 |
| -- | -------- | -------------------------- | ---- | -------- | -------------------------------------- | ---------------------------------------------------- |
| 1  | 中尊寺   | 中尊寺                     | 紙本 | 二幀     | 中尊寺（岩手県平泉町）                 |                                                      |
| 2  | 中尊寺   | 中尊寺                     | 紙本 | 二幅     | 中尊寺（岩手県平泉町）                 |                                                      |
| 3  | 中尊寺   | 中尊寺                     | 紙本 | 二曲屏風 | 静岡市立芹沢銈介美術館（静岡県静岡市） |                                                      |
| 4  | 日光山   | 日光東照宮                 | 紙本 | 三枚     | 東京国立博物館（東京都台東区）         | 寛政12年（1800年）の模写本。                         |
| 5  | 妙国寺   | 天妙国寺                   | 紙本 | 一幅     | 品川区立品川歴史館（東京都品川区）     | 天妙国寺（東京都品川区）所有。東京都指定有形文化財。 |
| 6  | 石動山   | 伊須流岐比古神社           | 紙本 | 一鋪     | 伊須流岐比古神社（石川県中能登町）     |                                                      |
| 7  | 白山     | 白山・白山神社             | 絹本 | 三幅     | 石川県立美術館（石川県金沢市）         | 石川県指定文化財。元は旧辰口町（現能美市）所蔵。     |
| 8  | 白山     | 白山・白山神社             | 絹本 | 一幅     | 國神神社（福井県坂井市）               |                                                      |
| 9  | 白山     | 白山・白山神社             | 紙本 | 二曲屏風 | 平泉寺白山神社（福井県勝山市）         |                                                      |
| 10 | 白山     | 白山・白山神社             | 紙本 | 一幅     | 上村家（岐阜県郡上市）                 |                                                      |
| 11 | 白山     | 白山・白山神社             | 紙本 | 一幅     | 白山中居神社（岐阜県郡上市）           |                                                      |
| 12 | 善光寺   | 善光寺                     | 紙本 | 一幅     | 小山善光寺（大阪府藤井寺市）           | 画面左右に「善光寺如来絵伝」を配する。               |
| 13 | 富士     | 富士山・富士山本宮浅間大社 | 絹本 | 一幅     | 富士山本宮浅間大社（静岡県富士宮市）   | 重要文化財。画面右下に狩野元信壺型朱印。             |
| 14 | 富士     | 富士山・富士山本宮浅間大社 | 絹本 | 一幅     | 富士山本宮浅間大社（静岡県富士宮市）   |                                                      |
| 15 | 富士     | 富士山・富士山本宮浅間大社 | 紙本 | 一幅     | 富士山本宮浅間大社（静岡県富士宮市）   |                                                      |
| 16 | 富士     | 富士山・富士山本宮浅間大社 | 絹本 | 一幅     | 東京国立博物館                         |                                                      |
| 17 | 富士     | 富士山・富士山本宮浅間大社 | 紙本 | 一幅     | 矢田原第三農家組合（奈良県奈良市）     | 富士講関係の遺品。                                   |
| 18 | 富士     | 富士山・富士山本宮浅間大社 | 紙本 | 一幅     | 静岡県立美術館（静岡市駿河区）         |                                                      |
| 19 | 鳳来寺   | 鳳来寺                     |      |          | 青山会（静岡市駿河区）                 |                                                      |
| 20 | 東観音寺 | 東観音寺                   | 紙本 | 一幅     | 東観音寺（愛知県豊橋市）               |                                                      |
| 21 | 甚目寺   | 甚目寺                     | 紙本 | 一幅     | 釈迦院（愛知県あま市）                 |                                                      |
| 22 | 熱田社   | 熱田神宮                   | 絹本 | 二曲屏風 | 徳川美術館（名古屋市東区）             |                                                      |
| 23 | 熱田社   | 熱田神宮                   | 紙本 | 十一枚   | 熱田神宮（名古屋市熱田区）             | 28枚組のうち上部7分の3欠。                           |
| 24 | 真清田社 | 真清田神社                 | 紙本 | 一幅     | 真清田神社（愛知県一宮市）             |                                                      |

### 西国の寺社
| #  | 名称         | 寺社       | 形態 | 形状     | 所蔵                                               | 備考                                                                                          |
| -- | ------------ | ---------- | ---- | -------- | -------------------------------------------------- | --------------------------------------------------------------------------------------------- |
| 1  | 多賀社       | 多賀大社   | 紙本 | 二曲屏風 | サントリー美術館（東京都港区）                     | 元は掛幅仕立。旧奈良県個人蔵。                                                                |
| 2  | 多賀社       | 多賀大社   | 紙本 | 一幅     | 多賀大社（滋賀県多賀町）                           |                                                                                               |
| 3  | 多賀社       | 多賀大社   | 紙本 | 一幅     | 多賀大社（滋賀県多賀町）                           |                                                                                               |
| 4  | 六道珍皇寺   | 六道珍皇寺 | 紙本 | 一幅     | 六道珍皇寺（京都市東山区）                         | 精霊迎を描く。熊野観心十界曼荼羅2点伝来。京都府指定歴史資料（1997年〈平成9年〉3月14日指定）。 |
| 5  | 八坂法観寺   | 法観寺     | 紙本 | 一幅     | 法観寺（京都市東山区）                             |                                                                                               |
| 6  | 祇園社大政所 | 八坂神社   | 紙本 | 二曲屏風 | 大和家（京都市）                                   |                                                                                               |
| 7  | 北野社       | 北野天満宮 | 絹本 | 一幅     | 北野天満宮（京都市上京区）                         |                                                                                               |
| 8  | 法輪寺       | 法輪寺     | 紙本 | 一幅     | 法輪寺（京都市西京区）                             | 京都府指定歴史資料（1998年〈平成10年〉3月13日指定）。                                         |
| 9  | 三鈷寺       | 三鈷寺     | 紙本 | 一幅     | 善峯寺（京都市西京区）                             | 京都府指定歴史資料（1996年〈平成8年〉3月15日指定）。                                          |
| 10 | 瀧安寺       | 瀧安寺     | 紙本 | 一幅     | 善峯寺（大阪府箕面市）                             |                                                                                               |
| 11 | 明要寺       | 明要寺     | 紙本 | 一幅     | 丹生宝庫（神戸市兵庫区）                           |                                                                                               |
| 12 | 須磨寺       | 須磨寺     | 紙本 | 一幅     | 須磨寺（神戸市須磨区）                             |                                                                                               |
| 13 | 報恩寺       | 報恩寺     | 紙本 | 一幅     | 報恩寺（兵庫県加古川市）                           | 裏書あり。室町時代の奉加帳あり。                                                              |
| 14 | 道脇寺       | 道脇寺     | 紙本 | 一幅     | 極楽寺（兵庫県多可町）                             |                                                                                               |
| 15 | 千光寺       |            | 紙本 | 一幅     | 国立民族学博物館（千葉県佐倉市）                   |                                                                                               |
| 16 | 吉野         | 吉野山     | 紙本 | 一幅     | 如意輪寺（奈良県吉野町）                           |                                                                                               |
| 17 | 高野山       | 高野山     | 紙本 | 一幅     | 花岳寺（兵庫県赤穂市）                             | 対の一幅は東京芸術大学美術館蔵。                                                              |
| 18 | 高野山       | 高野山     | 絹本 | 一幅     | 成相寺（兵庫県南あわじ市）                         |                                                                                               |
| 19 | 高野山       | 高野山     | 絹本 | 一幅     | ハーバード大学美術館（アメリカ）                   |                                                                                               |
| 20 | 日光社       | 日光社     | 紙本 | 一幅     | 個人所有、和歌山県立博物館（和歌山県和歌山市）保管 | 小松家（和歌山県）本。和歌山県指定有形文化財（絵画、2008年〈平成20年〉6月24日指定）。         |
| 21 | 施無畏寺     | 施無畏寺   | 紙本 | 一幅     | 施無畏寺（和歌山県湯浅町）                         | 妙恵と思われる縁起図像あり。                                                                  |

### 伊勢と西国三十三所
| #  | 名称     | 寺社                         | 三十三所 | 形態 | 形状     | 所蔵                                                       | 備考 |
| -- | -------- | ---------------------------- | -------- | ---- | -------- | ---------------------------------------------------------- | --- |
| 1  | 金剛證寺 | 金剛證寺                     |          | 紙本 | 一幅     | 善峯寺（京都市西京区）                                     | |
| 2  | 伊勢     | 伊勢神宮                     |          | 紙本 | 二幅     | 三井文庫（東京都中野区）                                   | 箱書あり。内宮・外宮一幅ずつの二幅一対。                                                                       |
| 3  | 伊勢     | 伊勢神宮                     |          | 紙本 | 一幅     | 神宮徴古館                                                 | |
| 4  | 伊勢     | 伊勢神宮                     |          | 紙本 | 二曲屏風 | 小田原文化財団                                             | 元は掛幅装。旧・高津古文化会館本。個人蔵を経由して現所蔵者の公益財団法人小田原文化財団へと所蔵が変わっている。 |
| 5  | 伊勢     | 伊勢神宮                     |          | 紙本 | 二曲屏風 | キミコ・アンド・ジョン・パワーズ・コレクション（アメリカ） | 元は掛幅装。かつてJ・パワーズ本と呼ばれていた作例。                                                            |
| 6  | 竹生島   | 都久夫須麻神社（竹生島神社） | 30       | 紙本 | 一幅     | 大和文華館（奈良県奈良市）                                 | |
| 7  | 竹生島   | 都久夫須麻神社（竹生島神社） | 30       | 紙本 | 一幅     | 東京国立博物館（東京都台東区）                             | |
| 8  | 長命寺   | 長命寺                       | 31       | 紙本 | 二曲屏風 | P.V.フグラー（スイス）                                     | |
| 9  | 長命寺   | 長命寺                       | 31       | 紙本 | 一幅     | 長命寺（滋賀県近江八幡市）                                 | |
| 10 | 長命寺   | 長命寺                       | 31       | 紙本 | 一紙     | 長命寺穀屋寺（滋賀県近江八幡市）                           | 裏書あり。熊野観心十界曼荼羅2点伝来。                                                                          |
| 11 | 長命寺   | 長命寺                       | 31       | 紙本 | 一紙     | 長命寺穀屋寺（滋賀県近江八幡市）                           | 裏書あり。 |
| 12 | 長命寺   | 長命寺                       | 31       | 紙本 | 一紙     | 長命寺穀屋寺（滋賀県近江八幡市）                           | 淡彩。 |
| 13 | 三室戸寺 | 三室戸寺                     | 10       | 紙本 |          | 三室戸寺（京都府宇治市）                                   | |
| 14 | 清水寺   | 清水寺                       | 16       | 紙本 | 一幅     | 清水寺（京都市東山区）                                     | 箱書あり。京都府指定歴史資料（1997年〈平成9年〉3月14日指定）。                                                 |
| 15 | 清水寺   | 清水寺                       | 16       | 紙本 | 一幅     | 中嶋家（滋賀県）                                           | |
| 16 | 善峯寺   | 善峯寺                       | 20       | 紙本 | 一幅     | 善峯寺（京都市西京区）                                     | 京都府指定歴史資料（1996年〈平成8年〉3月15日指定）。                                                           |
| 17 | 松尾寺   | 松尾寺                       | 29       | 紙本 | 一幅     | 松尾寺（京都府舞鶴市）                                     | |
| 18 | 成相寺   | 成相寺                       | 28       | 紙本 | 一幅     | 京都国立博物館                                             | 京都府指定歴史資料（1996年〈平成8年〉3月15日指定）。成相寺（京都府宮津市）所有。                               |
| 19 | 葛井寺   | 葛井寺                       | 5        | 紙本 | 一幅     | 葛井寺（大阪府藤井寺市）                                   | |
| 20 | 施福寺   | 施福寺                       | 4        | 紙本 | 一幅     | 京都国立博物館寄託                                         | 施福寺参詣曼荼羅図（甲本）。大阪府有形文化財（美術工芸品・絵画）。1992年（平成3年）3月29日指定。               |
| 21 | 施福寺   | 施福寺                       | 4        | 紙本 | 一幅     | 京都国立博物館寄託                                         | 施福寺参詣曼荼羅図（乙本）                                                                                     |
| 22 | 施福寺   | 施福寺                       | 4        | 紙本 | 一幅     | 施福寺（大阪府和泉市）                                     | 施福寺参詣曼荼羅図（丙本）                                                                                     |
| 23 | 中山寺   | 中山寺                       | 24       | 紙本 | 一幅     | 中山寺（兵庫県宝塚市）                                     | |
| 24 | 紀三井寺 | 紀三井寺                     | 2        | 紙本 | 一幅     | 紀三井寺（和歌山県和歌山市）                               | 熊野観心十界曼荼羅伝来。和歌山市指定文化財（絵画）。1969年（昭和44年）12月11日指定。                           |
| 25 | 粉河寺   | 粉河寺                       | 3        | 紙本 | 一幅     | 粉河寺（和歌山県紀の川市）                                 | |
| 26 | 粉河寺   | 粉河寺                       | 3        | 紙本 | 一幅     | 粉河寺（和歌山県紀の川市）                                 | |